# La donna di governo
La donna di governo è un'opera teatrale in cinque atti in versi martelliani di Carlo Goldoni scritta nel 1758 e messa in scena per la prima volta nel Teatro San Luca di Venezia nel corso dell'autunno di quell'anno. La commedia non riscosse il consenso del pubblico e non venne ulteriormente replicata:
(Carlo Goldoni, Mémoires)

## Trama
Milano, casa di Fabrizio, un vecchio benestante. La governante Valentina vuole derubare il padrone a vantaggio del signor Baldissera, suo amante, ma Giuseppina e Rosina, le due giovani nipoti del signor Fabrizio, temendo che loro parte di eredità si dilegui, fanno di tutto per sventare il piano della domestica.

## Poetica
Il tema della serva padrona, già presente ne La castalda (1751) e ne La cameriera brillante (1753), dove vengono tratteggiate due figure positive di serve scaltre ma fedeli, fu ripreso dal commediografo veneziano per rappresentare questa volta una figura negativa. Come dichiarato nella prefazione all'edizione a stampa, con questa commedia  l'autore si proponeva d'illuminare quei tali che più credono ad una mercenaria adulatrice servente, anziché ai Parenti, agli Amici, ed al loro sangue medesimo. [...] Donne pur troppo, che costrette dallo stato loro a vivere del pane altrui, se ne abusano malamente, e guadagnando l'animo del Padrone, lo conducono dove l'ambizione o il mal costume le porta.